# Gra Liyiá
Gra Liyiá är en ort i Grekland.   Den ligger i prefekturen Nomós Lasithíou och regionen Kreta, i den sydöstra delen av landet, 400 km sydost om huvudstaden Aten. Gra Liyiá ligger 1 meter över havet och antalet invånare är 1 282.
Terrängen runt Gra Liyiá är huvudsakligen kuperad, men den allra närmaste omgivningen är platt. Havet är nära Gra Liyiá söderut. Närmaste större samhälle är Ierapetra, 4,7 km öster om Gra Liyiá.